# CRH公司
CRH公司（英語：CRH plc）是一家愛爾蘭建材公司，為愛爾蘭最大的公司，此外也在倫敦證券交易所、紐約證券交易所上市。

## 歷史
該公司在1970年由水泥公司（Cement Ltd，1936年建立）和築路石公司（Roadstone Ltd，1949年建立）合併而成，即水泥築路石公司（Cement Roadstone Holdings），現公司名即取此名的三個首字母。1973年在愛爾蘭證券交易所上市。

## 外部連接
- 官方網站